# آندریاس ساسن
آندریاس ساسن (انگلیسی: Andreas Sassen; ۱۴ ژانویهٔ ۱۹۶۸ – ۱۷ اکتبر ۲۰۰۴) بازیکن فوتبال اهل آلمان بود.
از باشگاه‌هایی که در آن بازی کرده‌است می‌توان به باشگاه فوتبال هامبورگ، باشگاه فوتبال شوارتز-وایس اسن، باشگاه فوتبال دنیپرو، باشگاه فوتبال دینامو درسدن، و باشگاه فوتبال اوردینگن ۰۵ اشاره کرد.